# سقوط هواپیمای نیروی دریایی هلند در آبادان
سقوط هواپیمای نیروی دریایی هلند در آبادان سانحه‌ای بود که برای هواپیمای آب‌نشین مارتین پی‌بی‌ام مرینر در ۱۹ شهریور ۱۳۳۷ (۱۰ سپتامبر ۱۹۵۸) در نزدیکی فرودگاه آبادان رخ داد و منجر به مرگ ۱۰ سرنشین آن شد. این هواپیما که دچار نقص فنی بود قرار بود برای انجام تعمیرات از پایگاه هوایی بیاک در هند شرقی هلند (اندونزی امروزی) به هلند منتقل شود در آبادان مجبور به فرود اضطراری و انجام تعمیرات شد اما پس از برخاست مجدد سقوط کرد و کاملا از بین رفت.

## هواپیما
هواپیمای این سانحه، یک هواپیمای مارتین پی‌بی‌ام ۵آ مرینر بود که بزرگترین هواپیمای آب‌نشین در زمان خود به حساب می‌آمد. این هواپیما با شماره رجیستر پی-۳۰۳ در خدمت نیروی دریایی سلطنتی هلند بود و در پایگاه هوایی هند شرقی هلند مستقر بود و به منظور گشت دریایی، شناسایی و جنگ ضد زیردریایی مورد استفاده قرار می‌گرفت.

## شرح سانحه
در ۲۱ خرداد ۱۳۳۷ (۱۱ ژوئن ۱۹۵۸) هواپیمای مرینر پی-۳۰۳ برای انجام تعمیرات از پایگاه هوایی بیاک، اندونزی به مقصد هلند پرواز کرد. از آن‌جا که برد پروازی این هواپیما حدود ۲۰۰۰ مایل دریایی بود، این هواپیما می‌بایست در مسیر خود توقف‌های زیادی انجام می‌داد. هواپیما در اولین توقف در ، لابوآن (مالزی) دچار نشت روغن در یکی از موتورها شد. در این زمان با استفاده از یک هواپیمای مشابه قطعات مورد نیاز برای انجام تعمیرات از بیاک به لابوآن منتقل شد و هواپیما پس از یک هفته توقف توانست به مسیر خود ادامه دهد.
در توقف بعدی در سنگاپور مجددا تعمیراتی انجام شد و در توقف‌های بعدی در مالاکا، سری‌لانکا و گوآ (هند) نیز هواپیما مورد تعمیر قرار گرفت. وقتی هواپیما به کراچی (پاکستان) رسید، قطعات ضروری جایگزین شد تا هواپیما بتواند به مسیر خود ادامه دهد. در ۲۹ تیر ۱۳۳۷ (۲۰ ژوئیه ۱۹۵۸) هواپیما به آبادان رسید و پس از دو روز عازم آتن شد. با این حال پس از برخاست از فرودگاه آبادان مجدداً مشکلاتی در یکی از موتور‌ها پیش آمد که خدمه مجبور به بازگشت به آبادان شدند.
از آن‌جایی که یکی از موتور‌های هواپیما تقریباً توان خود را از دست داده بود، هواپیما مجبور بود تنها با یک موتور به فرودگاه برسد. با این حال، هواپیما تقریباً ۳۰ متر قبل از باند در شن‌های بیابان متوقف شد. در این هنگام هیچ‌کس آسیب ندید اما هر دو موتور باید تعویض می‌شدند که این تعمیرات وقفه‌ای دو هفته‌ای در مسیر هواپیما شد. در ۱۴ مرداد ۱۳۳۷ (۵ اوت ۱۹۵۸) نیروی دریایی سلطنتی هلند با استفاده دو فروند هواپیمای داکوتا قطعات مورد نیاز برای انجام تعمیرات و همچنین تیم تعمیر را به آبادان فرستاد.
در ۱۹ شهریور ۱۳۳۷ (۱۰ سپتامبر ۱۹۵۸) هواپیما پس از انجام تعمیرات با حضور تیم تعمیرات به سوی هلند پرواز کرد اما پس از برخاست از باند فرودگاه، خلبان متوجه نشت روغن در موتور شد و مجبور به بازگشت به سوی آبادان شد. اما این‌بار درست قبل از باند فرود، هواپیما ناگهان به سمت راست منحرف شد و به سختی از کنار تأسیسات نفتی کنار فرودگاه عبور کرد و با زمین برخورد کرد.
هواپیما بلافاصله آتش گرفت و از آن‌جایی که با سوخت کامل پرواز کرده بود دچار حریق غیرقابل مهار شد. تمامی ۱۰ سرنشین این هواپیما در آتش سوختند و شناسایی اجساد آن‌ها غیرممکن بود.

## بررسی و علت
تحقیقات بعدی در مورد سانحه مشخص کرد که علت اصلی سانحه، فعال‌شدن ناخواسته معکوس‌کننده نیروی رانش بوده است که ناشی از نقص مکانیکی در موتور بود. این موضوع باعث از دست رفتن کنترل هنگام برخاستن شد که منجر به سقوط شد.

## خاکسپاری و یادبود
پس از سانحه، اجساد ۱۰ سرنشین هواپیما در ابتدا در قبرستان آبادان به خاک سپرده شدند. از آنجایی که این حادثه در دوره‌ای از همکاری نزدیک بین ایران و هلند رخ داد، مراسم تدفین به صورت رسمی و با انجام تشریفات نظامی انجام شد. 
در سال ۱۳۸۱، به درخواست خانواده‌های متوفیان و با همکاری دولت ایران و دولت هلند، اجساد خدمه از قبرهایشان در آبادان خارج شده و به هلند منتقل شدند.  آن‌ها در قبرستانی در کات‌ویک ان زی دوباره دفن شدند و بنای یادبودی به افتخار آن‌ها ساخته شد.